# 九州殊口增一
波江座35，又名BD-01 572，HD 25340、SAO 130878、HR 1244，是波江座的一颗恒星，视星等为5.28，位于銀經191.88，銀緯-37.81，其B1900.0坐标为赤經3h 56m 27.9s，赤緯-1° -37.81′ 47″。